# Institut supérieur international du parfum, de la cosmétique et de l'aromatique alimentaire
El Institut supérieur international du parfum, de la cosmétique et de l'aromatique alimentaire (también conocida como ISIPCA) es una escuela de cosmética, perfume y olfato de Francia.
Está ubicado en Versalles, campus Universidad de Versailles Saint Quentin en Yvelines. 

## Diplomado ISIPCA
- Bachelor of Science
- Master of Science
- Mastères Spécialisés[2]
- Mooc.[3]